# Hrvatski malonogometni kup 1994./95.
Hrvatski malonogometni kup za sezonu 1994./95. je osvojila Glama Brijeg - Aurum iz Zagreba.

## Rezultati

### Četvrtzavršnica
| klub1                    | rez | klub2                       |
| ------------------------ | --- | --------------------------- |
| Oktogon - Elab Zagreb    | 4:2 | Matt Split                  |
| Uspinjača - Ferax Zagreb | 8:4 | Foto Ante Stojan Split      |
| Promet Orkan Zagreb      | 2:6 | Glama Brijeg - Aurum Zagreb |
| Petrinjčica (Petrinja)   | 8:3 | Montovjerna Dubrovnik       |

### Poluzavršnica
| klub1                       | rez                | klub2                    |
| --------------------------- | ------------------ | ------------------------ |
| Oktogon - Elab Zagreb       | 5:3, 3:5 (4:3 pen) | Uspinjača - Ferax Zagreb |
| Glama Brijeg - Aurum Zagreb | 3:1, 3:5           | Petrinjčica (Petrinja)   |

### Završnica
| klub1                       | rez      | klub2                 |
| --------------------------- | -------- | --------------------- |
| Glama Brijeg - Aurum Zagreb | 7:2, 9:5 | Oktogon - Elab Zagreb |

## Poveznice
- 1. HMNL 1994./95.